# 河野珠実
河野 珠実（こうの たまみ、1983年（昭和58年）1月21日 - ）は、宮城県を中心にフリーで活動しているローカルタレント・リポーター・ナレーター。宮城県仙台市青葉区出身。2006年（平成18年）度のせんだい・杜の都親善大使の1人。血液型はO型。
2010年（平成22年）3月29日の『突撃!ナマイキTV』で結婚していることを公表した。

## 出演
- 東日本放送『突撃!ナマイキTV』（「デパスパ一番のり」火曜日担当リポーター、メインMCの代役をする場合もある）
- 東日本放送『ウッシッシ! モ〜すぐ初売り2009』（司会、2008年12月31日）
- NHK仙台放送局（NHK-FM放送）『仙台音楽倶楽部』（アシスタント）
- 仙台CATV制作の仙台空港アクセス線等の紹介動画
- 岩手朝日テレビ『いいコト!〜見たい!知りたい!出かけたい!〜』（リポーター）
- 東日本放送『初売りホームラン!』（パンチ佐藤との共演、2011年12月31日）